# Városépítő játék

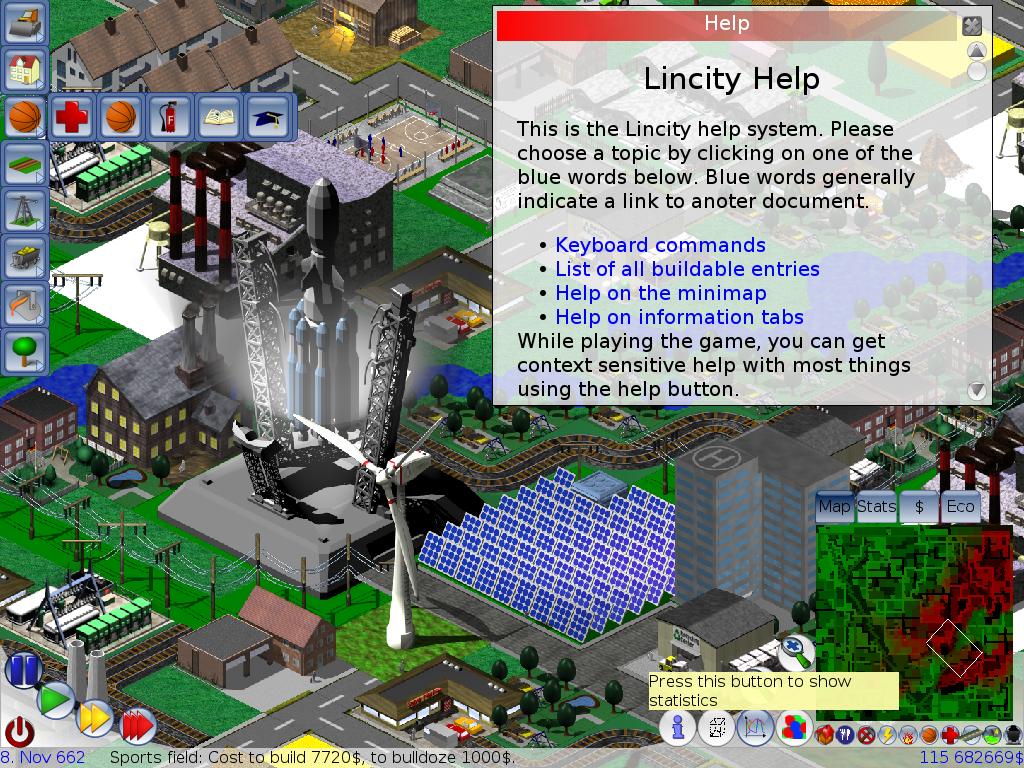
A Lincity

A városépítő játékok a stratégiai videójátékok egyik típusa, melyben a játékos egy város, illetőleg civilizáció tervezője vagy vezetője, illetve a fejlődés irányítója. A játékos alakítja ki a városok kinézetét, működteti a várost. A városépítő játékok, mint a SimCity vagy a Caesar az építő és irányító szimulációs játékok közé tartoznak.

## Történelem
A városépítő játék műfaj 1989-ben indult a SimCityvel, mely a győzelem helyett az építkezésre fekteti a hangsúlyt. A játékosok saját elgondolásuk szerint építkeznek. A siker a pozitív pénzügyi helyzetben és a lakók elégedettségében nyilvánul meg. A SimCity népszerűségét mutatja a számos kiegészítés és bővítés, mellyel a SimCity sorozat folytatódott.
Az első szimulációs játékot, az Utopiát a Mattel Intellivision nevű konzoljára fejlesztették ki 1982-ben, melynek lehetőségeit még erősen korlátozta a kezdetleges képernyő. A néhány évvel későbbi SimCity több ezernyi épületéhez képest az Utopiában egy-egy szigeten alig egy tucat beépíthető terület volt iskolák, gyárak, egyéb épületek számára. A játékos pontszámát az embereinek jóléte alakította.
A második fellendülést 1993-ban a Caesar megjelenése okozta, mely az ókori Róma városait mintázza meg, az elektromosságot és tömegközlekedést lecserélve vízvezetékekre és utakra. A városépítőjáték-sorozat további elemei több ókori civilizáció városainak építését tette lehetővé.
A szintén 1993-ban kiadott Dungeons and Dragons Stronghold című PC-játékát úgy harangozták be, hogy a "SimCity találkozása a D and D-vel 3D-ben". Elfek, emberek, manók, egyedi építmények jellemezték. Az igazi 3D-s grafika még elérhetetlen volt abban az időben, a játék a kétdimenziós izometrikus axonometria okos felhasználásával készült.
2010-ben az IBM bemutatta saját városépítő játékát IBM CityOne vagy IBM INNOV8: CityOne néven az Impact 2010 elnevezésű szoftverkonferencián, még mielőtt az év során később forgalomba került volna a teljes verzió.

## Fordítás
- Ez a szócikk részben vagy egészben  a   City-building game című angol Wikipédia-szócikk ezen változatának fordításán alapul.  Az eredeti cikk szerkesztőit annak laptörténete sorolja fel. Ez a jelzés csupán a megfogalmazás eredetét és a szerzői jogokat jelzi, nem szolgál a cikkben szereplő információk forrásmegjelöléseként.